# Beowulf: traducción y comentario
Beowulf: traducción y comentario es un libro que recoge la traducción en prosa que J. R. R. Tolkien hizo del poema épico medieval anónimo Beowulf, del inglés antiguo (o anglosajón) al inglés moderno. Dicho trabajo, realizado originalmente entre 1920 y 1926, fue editado y publicado póstumamente por su hijo, Christopher Tolkien, en mayo de 2014, bajo el sello editorial de HarperCollins. La traducción al español fue publicada un año después, como es habitual con los libros de Tolkien, por Ediciones Minotauro, hoy un sello de Editorial Planeta.
Introducido por un texto de Christopher Tolkien, a modo de prefacio y de justificación de la publicación, la mayor parte del libro está comprendida por la traducción en prosa del Beowulf que J. R. R. Tolkien acometió de joven. Le sigue un extenso comentario, mayormente basado en una serie de clases y notas sobre el poema que él mismo había dado en sus años de profesor en la Universidad de Oxford. Según Christopher, había sido la intención de su padre que estas se utilizaran como un "comentario textual", muy estrechamente centrado en lo referente al detalle verbal. Sin embargo, admite también, en la práctica su padre se dio cuenta de que tal restricción limitaba su labor, ya que con frecuencia la discusión de una palabra o frase lo conducía a una discusión de mucho mayor alcance acerca de las características del poeta en inglés antiguo, su pensamiento, estilo e intención. Muchas de las notas originales que forman parte del comentario se convertirían, más tarde, en la base de la aclamada conferencia que J. R. R. Tolkien dio en 1936: "Beowulf: los monstruos y los críticos", que marcó un punto de inflexión en los estudios modernos sobre Beowulf.
El libro incluye, además, dos textos relacionados con el poema. El primero es un manuscrito inédito titulado "Sellic Spell", un relato maravilloso que recuenta el fondo biográfico de Beowulf. El segundo se compone de dos versiones de una obra llamada "Balada de Beowulf" o "Lay de Beowulf", una presentación del relato en la forma de una balada para ser cantada.

## Estructura y tramas

### Traducción del poemaBeowulf
El libro se abre con la traducción en cuestión, que cuenta la historia del héroe Beowulf, príncipe de los gautas. La primera parte del poema comienza relatando cómo este parte junto a sus seguidores en auxilio de Hrothgar, rey de los daneses, en la lucha contra el monstruo Grendel quien, ensañado por la música y el bullicio de la sala de banquetes, Heorot, suele acercarse a devorar a los hombres de Hrothgar mientras duermen. Si bien Beowulf no mata directamente a Grendel en su primer encuentro, le provoca una herida mortal que le hace huir. En consecuencia, la noche siguiente se presenta la madre de Grendel en la sala para vengar a su hijo. Beowulf le sigue el rastro hasta una cueva en las profundidades de un lago. Allí combaten hasta que el héroe, a punto de ser derrotado, encuentra una espada mágica con la que le da muerte. Después cercena la cabeza del cadáver de Grendel, que había ido a morir a la cueva, y retorna a Heorot con sus trofeos. Victorioso y de regreso a su hogar, Beowulf se convierte en el rey de los gautas, poniendo fin a la primera parte del poema. La segunda se abre después de cincuenta años de pacífico reinado, hasta que llega a Gautlandia un dragón: le han robado su tesoro escondido en una cueva dentro de un túmulo y, enfurecido, aterroriza a los pueblos de la zona. Beowulf, ya anciano, intenta luchar con él, pero le faltan fuerzas. Lo sigue hasta su guarida y junto a su sobrino Wiglaf le planta batalla. Tras una dura lucha, Beowulf logra derrotarlo, pero es a su vez mortalmente herido. Después de su muerte, los guerreros entierran a su rey en un túmulo junto al mar, en la tierra de Gautlandia.
El extenso comentario que Tolkien hizo de su traducción, compilado y ordenado en este libro por su hijo Christopher, se deriva mayormente de las clases que dio en la Universidad de Oxford como catedrático de anglosajón, en las que el estudio del poema Beowulf era un requisito obligatorio en el plan de estudios. Tolkien preparaba sus clases muy cuidadosamente y solía hacer numerosas y extensas anotaciones en tinta o lápiz sobre las distintas obras literarias anglosajonas que enseñaba, y este poema no fue la excepción. Los comentarios manifiestan una individualidad muy evidente en cuanto a la concepción y conocimiento que Tolkien tenía de Beowulf, y en estas observaciones y argumentos expresados se puede ver la fidelidad de su atención al texto, su conocimiento de la dicción y el modismo antiguos y su visualización de las escenas así obtenidas. Según Christopher, emerge su vivida evocación personal de un mundo desaparecido mucho tiempo atrás: tal y como fue percibido por el autor de Beowulf. El detalle filológico existe para esclarecer el significado y la intención de aquel poeta.
Por lo tanto, tanto la traducción como el comentario deben ser recibidos más bien como un "volumen conmemorativo", un "retrato" del especialista en el contexto de su tiempo, siguiendo palabras salidas de su saber, y hasta el momento inédito.

### Sellic Spell
El relato maravilloso "Sellic Spell" es el texto que sigue al comentario de la traducción de Beowulf. Cuenta Christopher Tolkien que lo único que encontró al respecto fue una nota de su padre en la que aclara:

Esta versión es un cuento, no el cuento. Es sólo hasta un punto muy limitado un intento de reconstruir el relato anglosajón que se encuentra detrás del elemento de cuento de hadas en Beowulf. [...] Mi objetivo principal es mostrar las diferencias de estilo, tono y ambiente que ocurren al eliminar los elementos heroicos o históricos. Naturalmente, no sabemos con exactitud cómo era el estilo y el tono de estas cosas perdidas del inglés antiguo. He dado a mi cuento una expresión nórdica al escribirlo primero en inglés antiguo. Y al hacerlo atemporal, he seguido un hábito común de los cuentos populares, tal y como nos han llegado.
J. R. R. Tolkien (2014): "Sellic Spell (un cuento maravilloso)". En Beowulf: traducción y comentario

El título de "Sellic Spell" está sacado de la línea 2109 (1829 en la traducción de Tolkien) del poema Beowulf, cuando el héroe, relatando sus experiencias en Heorot ante Hygelac, describe la actuación de Hrothgar en el banquete que siguió a la derrota de Grendel: hwílum syllíc spell rehte æfter rihte rúmheort cyning ("Oh rey de gran corazón, y después contar algún relato maravilloso, practicado previamente en su momento"). Los términos syllíc y sellic son diferentes formas de la misma palabra. Christopher cita una nota mecanografiada que su padre había escrito sobre el tema: "El título viene de la enumeración de los 'tipos' de historias que se recitarían en una celebración".
Tal y como se desprende de los documentos cuyos dorsos en blanco eran usados por Tolkien, se puede concluir que su trabajo en Sellic Spell tuvo lugar, por lo menos en su mayor parte, a principios de la década de 1940.

### La balada de Beowulf
La última sección del libro está constituida por dos poemas, o más bien dos versiones de un mismo poema que Tolkien compuso, probablemente, a principios de la década de 1930. Cuando Christopher descubrió el material, vio que una versión tenía el título "BEOWULF Y GRENDEL" (en mayúsculas) mecanografiado, con el número I añadido con tinta. El título mecanografiado de la segunda versión era simplemente "BEOWULF", pero a esto se había añadido, con tinta, "& LOS MONSTRUOS", junto con el número II.
Estos textos, que en forma de versos cuentan la historia conocida del héroe Beowulf en la corte del rey Hrothgar, estaban precedidos por una hoja en la que Tolkien había escrito con tinta "Fases en el acrecentamiento de nuevo material a El Lay de Beowulf". En la página de portada también había una nota escrita a lápiz: "Pensados para ser cantados". Christopher menciona en el prefacio del libro que recordaba a su padre cantarle esta balada cuando él tenía unos siete u ocho años, a principios de la década de 1930.

## Génesis de la obra

### Contexto de producción
J. R. R. Tolkien estudió filología inglesa en la Universidad de Oxford y se graduó en 1915 con especialidad en nórdico antiguo. En 1920 fue nombrado profesor adjunto en la Universidad de Leeds, donde se le elogió por aumentar de cinco a veinte el número de estudiantes de lingüística. Dio clases sobre poesía épica del inglés antiguo, historia del idioma inglés, diversos textos en inglés antiguo e inglés medio, filología inglesa antigua y filología inglesa media, una introducción a la filología germánica, gótico, islandés antiguo y galés medieval.
Luego de leer el poema Beowulf temprano en su carrera, comenzó una traducción en prosa que finalizó en 1926, pero nunca publicó. Para ese entonces, Tolkien tenía 34 años y acababa de ser designado profesor de anglosajón. El texto de su traducción estaba "completo", en el sentido de que se desarrollaba desde un principio hasta un final, pero de ninguna manera podía calificarse de "definitivo", ya que Tolkien volvería a revisar repetidas veces su manuscrito, haciendo correcciones en determinados pasajes según su interpretación del poema o del inglés antiguo variaba. Ante él se abrían dos décadas de profundo y minucioso estudio de la poesía en inglés antiguo, junto con un arduo programa de conferencias, clases y reflexión, más concretamente sobre Beowulf. Han sobrevivido gran cantidad de escritos sobre el poema que proceden de sus clases y charlas de aquellos años, incluido mucho de lo que es su interpretación sobre el detalle del texto.
En la Universidad de Oxford, durante los años en los que Tolkien fue profesor, los candidatos para el grado en Humanidades de la Facultad de Filología inglesa tenían la obligación de hacer un curso, o cursos, de rango variable, sobre la literatura inglesa más antigua (la anglosajona). Según Christopher Tolkien, pocos fueron aquellos que decidieron escoger el curso en el que el énfasis era "medieval"; la mayoría de los estudiantes de grado elegían lo que entonces se conocía como "curso general" en literatura inglesa, en el cual uno de los nueve ensayos que constituían el examen final versaba sobre el anglosajón. El requisito para este trabajo era leer, en la lengua original, un fragmento largo de Beowulf, y para el examen era obligatorio traducir algunos de los pasajes. La sección obligatoria iba desde el principio hasta la línea 1650, lo que suponía más de la mitad del poema. J. R. R. Tolkien, en razón de estos cursos que debía impartir y evaluar, comenzó a estudiar con mucha profundidad el poema Beowulf, elaborando eruditas notas sobre los distintos pasajes e investigando distintos temas que acercaran a los alumnos al verdadero "sentido" de lo que el poeta anónimo había querido transmitir. Así fue dejando una gran cantidad de material con el correr de los años (a menudo en forma de notas mecanografiadas luego reescritas o corregidas en lápiz o en tinta), que más tarde sentó las bases para sus aclamadas conferencias sobre la poesía épica anglosajona (además de Beowulf, Tolkien estudió, escribió y disertó sobre Sir Gawain y el caballero verde, Finn y Hengest y el Fragmento de Finnsburg, entre otros) y sirvió para que su hijo Christopher compile y ordene el comentario sobre la traducción de Beowulf.

### Tolkien y su visión acerca de traducirBeowulf
La traducción de Beowulf quedó terminada a finales de abril de 1926, como lo prueba una carta en el archivo de la editorial Oxford University Press remitida por J. R. R. Tolkien a Kenneth Sisam:

Tengo traducido todo Beowulf, aunque apenas ha quedado a mi gusto. Te enviaré una muestra para que lo critiques con libertad; aunque los gustos difieren, y es en verdad difícil decidirse.
J. R. R. Tolkien (2014): "Introducción a la traducción". En Beowulf: traducción y comentario

Según Joan Acocella, crítica de arte y periodista del New York Times, es probable que Tolkien no haya tenido el tiempo necesario para preparar una publicación cuando se mudó a Oxford y comenzó a escribir la novela El hobbit. Su biógrafo oficial, Humphrey Carpenter, sostiene además que Tolkien era una persona demasiado perfeccionista para decidirse a publicar su traducción. Lo primero que llama la atención es la decisión de realizar la traducción en prosa: según Christopher, su padre en algún momento había comenzado a traducir el poema en verso aliterado, imitando las formas regulares de la poesía antigua. Pero abandonó esta tarea y se inclinó por hacer una traducción tan fiel como pudo al significado exacto y en detalle del poema en inglés antiguo. A diferencia de las otras obras de Tolkien, especialmente las que tienen que ver con su legendarium en la Tierra Media, esta no fue concebido por él propiamente, sino que tiene que ver con una obra concreta, de gran renombre y que cuenta con una historia ingente de estudios críticos que se extiende durante dos siglos. Las notas y las clases sobre el poema, que tan celosamente elaboró, estaban dirigidas a un público de estudiantes cuyo trabajo sobre el inglés antiguo se apoyaba en parte en el exigente lenguaje de Beowulf, y el propósito de Tolkien era aclarar e iluminar, a menudo con una detallada precisión, aquella parte del texto original que había sido asignada como tarea de estudio. Acerca del verso en inglés antiguo escribió:

En esencia se construye tomando la media docena de estructuras de frase más comunes y sólidas del lenguaje ordinario que poseen dos elementos principales o acentos. Dos de estas [estructuras de frase], por lo general diferentes, se equilibran una con la otra para formar una línea completa.
J. R. R. Tolkien (2014): "Introducción a la traducción". En Beowulf: traducción y comentario

No se ha encontrado en sus notas referencia alguna al aspecto rítmico de su traducción en prosa de Beowulf ni, de hecho, a ningún otro aspecto; pero cree Christopher que escribió de intento y por extenso en ritmos basados en "estructuras de frase comunes y sólidas del lenguaje ordinario", sin rastro de aliteración ni de prescripción alguna de estructuras específicas. Pero Tolkien sí escribió un ensayo titulado "Sobre la traducción de Beowulf", el cual formó parte, con el título "Prefatory Remarks on Prose Translation of Beowulf", de una nueva edición (en 1940), a cargo del profesor C. L. Wrenn, de Beowulf and the Finnesburg Fragment, A Translation into Modern English Prose, obra de John R. Clark Hall (1911). Dicho ensayo, que se centra más bien en cuestiones de traducción del idioma anglosajón, fue incluido más adelante en la recopilación que Christopher Tolkien hizo de los estudios literarios y lingüísticos de su padre y que publicó en 1983, también de forma póstuma, bajo el título Los monstruos y los críticos y otros ensayos (1983). Allí se pueden advertir los temores y las dudas que albergaba respecto a llevar a cabo una traducción en prosa del poema épico:

La publicación de una traducción en inglés moderno sí necesita defensa, en especial si se trata de la presentación de una traslación en prosa de algo que de hecho es un poema, una obra de métrica hábil y delicadamente elaborada (por no decir más). El proceso entraña sus peligros. Demasiada gente pretende opinar y hasta publicar esas opiniones sobre esta obra, la más grande entre las grandes que han sobrevivido del arte poético en inglés antiguo. [...] Emplear una traducción en prosa con este propósito es [...] un abuso. Beowulf no está simplemente en verso; es un gran poema. Y el simple hecho de que no se pueda llevar a cabo ningún intento de representar su metro, mientras que pocas de sus otras cualidades especialmente poéticas pueden ser apreciadas en tal medio, debería ser suficiente para demostrar que la edición "Clark Hall", revisada o no, no es ofrecida como un medio para juzgar el original, o como un sustituto de la lectura del poema. El propósito adecuado de una traducción en prosa es facilitar una ayuda para el estudio.
J. R. R. Tolkien (1983): "Sobre la traducción de Beowulf". En Los monstruos y los críticos y otros ensayos

Este último párrafo de la cita demuestra que la intención poética que guiaba a Tolkien en su traducción era una de orientar la lectura del poema original. No buscaba crear una obra propia, independiente, sino una especie de comentario textual, escrito en prosa, lo cual le permitiría ahondar mucho más profundamente en el sentido original del poema, algo que una versión en verso aliterado, por razones obvias de agilidad en la lectura y de fidelidad, nunca podría realizar.
Christopher Tolkien, en el prólogo que escribió para otra obra de su padre, La leyenda de Sigurd y Gudrún (2009), aclaró: "Su naturaleza no debe ser juzgada según los parámetros que han prevalecido en la investigación académica contemporánea. Su intención es más bien presentar y conservar sus percepciones, en su propia época, de una literatura que admiraba enormemente". Según él, lo mismo aplica para esta traducción de Beowulf, y así lo afirma en el prefacio.

### El rol de Christopher Tolkien: ¿compilador, editor o autor?
Mucho se ha especulado, desde la muerte de J. R. R. Tolkien en 1973, acerca de la labor de su hijo Christopher Tolkien. Como testaferro literario de la obra de su padre, tuvo la enorme responsabilidad de sacar a la luz la inmensa cantidad de material que aquel había dejado sin publicar. Christopher ha tenido que llevar a cabo la ardua tarea de ordenar los manuscritos de su padre, compilarlos por temáticas y ofrecer el contexto histórico y literario apropiado para que el público general pudiera acceder a ellos con facilidad.
Respecto a Beowulf: traducción y comentario, Christopher admite sus intervenciones: a menudo ha considerado necesario omitir la introducción de los difíciles detalles etimológicos que hacía su padre, o los detalles de sintaxis, o los gramaticales y métricos que no afectaban a la traducción. A la vez, ha introducido breves resúmenes y, donde ha habido omisiones, afirma haber remodelado ligeramente las oraciones (aunque aclara que se ha tomado muchas molestias para asegurarse de que no ha modificado el sentido). Además, debido a la numerosa documentación que su padre había dejado, fruto de su estudio del poema, Christopher reconoce haberse visto en la necesidad de hacer una selección:

Al elaborar esta selección me he dejado guiar por la relevancia de los elementos de la traducción y por mi propia estimación del interés general del tema, así como por la necesidad de mantenerme dentro de los límites de extensión. He incluido cierta cantidad de notas de las clases acerca de puntos muy secundarios en el texto, que ilustran de qué forma a partir de un pequeño detalle gramatical etimológico era capaz de extraer grandes conclusiones; y unas pocas discusiones elaboradas sobre correcciones textuales con el fin de mostrar cómo presentaba sus argumentos y evidencias.
Christopher Tolkien (ed.): "Prefacio". En Beowulf: traducción y comentario (2014)

No se puede negar, por tanto, que este rol intervencionista lleva a cuestionar hasta qué punto se puede considerar que el autor de este libro sea J. R. R. Tolkien solamente. La tarea de Christopher, en este sentido, bien puede haber "sobrepasado" aquella que le corresponde a un editor. Poco se puede especular acerca de qué material habría seleccionado su padre si hubiera decidido alguna vez publicar sus estudios, notas y propuestas de traducción del Beowulf.

## Recepción
La traducción que Tolkien hizo de Beowulf ha sido muchas veces cotejada con la que Seamus Heaney realizó en el 2000. Según Joan Acocella, debido a que Tolkien no era un verdadero poeta como Heany, se vio obligado a realizar ciertas concesiones en la traducción del poema épico en inglés antiguo. Tal como se ha explicado, la versión en prosa de Tolkien se acerca más a los detalles y al ritmo del poema, y por lo tanto al significado original. Esto se atribuye al profundo conocimiento académico que Tolkien tenía del inglés antiguo. En contraposición, Heany se ha volcado más a replicar la rima y la aliteración del poema original, razón por la cual su traducción —si bien deja de lado algunos detalles que sí están presentes en la versión de Tolkien— ha tenido más éxito en el lector moderno.
La publicación de este libro no estuvo exenta de polémicas en el ámbito académico. El profesor de la Universidad de Kentucky y experto en Beowulf, Kevin Kiernan, calificó la traducción de una “parodia”, y en la misma línea crítica se expidió Daniel Donoghue, profesor de Harvard. En el Business Insider, Kiernan incluso cita al mismo Tolkien de no agradarle su propia traducción. Según este profesor, traducir Beowulf en prosa significa dejar de lado la “majestuosidad poética” del original. Por su parte, la académica de la Universidad de Birmingham, Philippa Semper, ha encontrado la traducción “atrapante” y la considera “un regalo para cualquiera que esté interesado en Beowulf o Tolkien”.

## Legado e influencias
Si bien Tolkien nunca decidió publicar su traducción, sí que recurrió a ella (y a sus notas y apuntes relacionados) cuando dio su aclamada conferencia “Beowulf: los monstruos y los críticos” (1936). En ella, Tolkien argumenta que el círculo académico en general había dejado de enfocarse en el verdadero tema del poema, la muerte y la derrota, para centrarse más bien en discusiones arqueológicas y filológicas sobre cuánto había de ficticio en el poema y cuánto de verdadero. Según Leo Carruthers, profesor de estudios ingleses medievales en la Universidad de París-Sorbonne, al situar a los monstruos en el centro del poema, en lugar de en su periferia, su conferencia contribuyó enormemente a entender el texto como una obra de arte en su contexto histórico y literario. El profesor Wrenn también señaló que la introducción al poema que Tolkien escribió para la edición de Clark Hall "quedará para siempre como la parte más valiosa del libro".
Respecto a su propia obra literaria, Tolkien ha descrito el Beowulf como una de las “fuentes más valiosas” para El hobbit. Ciertos pasajes de la novela parecen haber sido sacados directamente del poema, con algunas reformulaciones menores, como por ejemplo el episodio en el que el dragón estira el cuello para olfatear a cada uno de los intrusos. Asimismo, las descripciones que Tolkien hace de la guarida del dragón, incluido su acceso por medio de un túnel secreto, reproducen aquellas de Beowulf cuando un "ladrón" se aventura por un sendero "poco conocido". Otros elementos y características del argumento de El hobbit que se asemejan al poema incluyen el recién mencionado mote de “ladrón” que Gollum le adjudica a Bilbo Bolsón y luego a Smaug, y la propia personalidad del dragón, que lleva a la destrucción de la Ciudad del Lago. Tolkien pule algunas partes del Beowulf que al parecer habría encontrado no muy satisfactorias, como los detalles del robo de una copa y la personalidad e intelecto del dragón. Cuando nombra “Dardo” a su espada, Bilbo entra en los parámetros culturales y lingüísticos presentes en Beowulf, indicando su pertenencia al mundo antiguo en el que se encuentra. Esta serie de similitudes culmina cuando Bilbo roba una copa de la cueva del dragón, despertando su ira; dicho episodio es un calco de Beowulf, una acción determinada por patrones narrativos tradicionales. Tal como Tolkien escribió: “El episodio del robo surgió de modo natural (y casi inevitable) de las circunstancias. Es difícil pensar en cualquier otra manera de dirigir la historia a partir de este punto. Supongo que el autor de Beowulf pensaría parecido”.